# رزالیند ایرز
رزالیند ایرز (انگلیسی: Rosalind Ayres؛ زادهٔ ۷ دسامبر ۱۹۴۶) بازیگر اهل بریتانیا است. وی از سال ۱۹۷۰ میلادی تاکنون مشغول فعالیت بوده‌است.
از فیلم‌ها یا برنامه‌های تلویزیونی که وی در آن نقش داشته‌است، می‌توان به تایتانیک، سابرینا جادوگر نوجوان، زیبای سیاه، خیابان کورونیشن، پوآرو، آنچارتد ۳: فریب دریک، عصر فرمانروایان ۳، داستان پلیس ۴: اولین برخورد، همپستد و خدایان و هیولاها اشاره کرد.